# Delaware (New York)
Delaware è un comune degli Stati Uniti d'America, situato nello Stato di New York, nella contea di Sullivan.